# Punomys
Punomys – род грызунов, обитающий в Южной Америке и относящийся к группе новосветских мышей. Этот род включает два вида.
Punomys имеют коренастое тело, напоминающее тело полевки. Длина их головы и тела составляет от 13 до 16 сантиметров, а хвост очень короткий – от 5 до 8 сантиметров. Вес около 80 граммов. Мех длинный и мягкий, коричневого или серо-коричневого цвета на верхней стороне, а брюшко белое или светло-серое. Когти очень короткие.
Эти животные обитают в юго-восточной части Перу. Они обитают в регионе Пуна (Анды) в Андах, где встречаются на высоте от 4450 до 5200 метров. Это единственные млекопитающие, обитающие исключительно на таких высотах.
Punomys ведут дневной образ жизни, часто проводя время в расщелинах скал или других укрытиях. Их рацион состоит из крестовника (Senecio adenophylloides) и травы вернерии пальчатой (Werneria digitata). Об их размножении известно мало; роды происходят в тёплые месяцы с ноября по апрель.
Punomys широко распространены и не считаются находящимися под угрозой исчезновения.
Выделяют два вида: Punomys lemminus и Punomys kofordi, описанный только в 1995 году.
Систематическое родство с другими представителями  Sigmodontinae неясно, поэтому эти животные классифицируются как incertae sedis в составе этого подсемейства.